# Antonio Scialdone
(Antonio Scialdone)
Antonio Scialdone (Rimini, 6 gennaio 1917 – La Spezia, 7 febbraio 1998) è stato un ammiraglio italiano, medaglia d'oro al valor militare.

## Biografia
Nato a Rimini (Forlì) il 6 gennaio 1917, figlio di una casalinga, Natalina Franceschini, e di Guglielmo Scialdone, ferroviere e fratello di Emilio Scialdone (ammiraglio di squadra della M.M.) dopo aver conseguito il diploma di Capitano Marittimo presso l'Istituto Nautico di Venezia nel 1935 e aver prestato servizio in una Compagnia Marittima civile fino al 1936, dall'ottobre dello stesso anno, frequentò il Corso Allievi Ufficiali di complemento all'Accademia Navale di Livorno, conseguendo nel 1937 la nomina a Guardiamarina. Dal 1938 al 1939 prestò servizio come volontario in Africa orientale per essere poi destinato al rientro alle Scuole C.R.E.M. di Pola. Con l'entrata in guerra dell'Italia il 10 giugno 1940, venne destinato, a domanda, alla XIIa squadriglia MAS dislocata ad Imperia, poi nella Squadriglia MAS di base ad Augusta ed infine, nel febbraio 1941, alla IIIa flottiglia MAS di base a Lero nel Dodecanneso, dove prestò servizio fino al settembre del 1943, e da dove operò nelle acque dell'Egeo, lungo la costa dell'Africa settentrionale, della Tunisia, della Sicilia e nelle acque libiche, conseguendo brillantissimi risultati e la promozione, nell'aprile 1942, a Sottotenente di vascello in servizio permanente effettivo. Per le azioni compiute fra il 1940 ed il 1943 venne decorato con una medaglia d'oro al valor militare, due medaglie d'argento al valor militare e due Croci di Guerra al Valore Militare.
La prima medaglia d'argento al valor militare è stata conferita con decreto di S.M. il Re Imperatore, il 4 agosto 1942 per un'azione risalente al precedente mese di aprile nelle acque dell'Egeo, quando al comando, con il grado di tenente di vascello, del cacciasommergibile S. Antonio ha affondato un sommergibile inglese; l'azione viene menzionata nel bollettino di guerra nº 681 del 13 aprile 1942. Il cacciasommergibile AS 57 S. Antonio era in origine un piccolo motopeschereccio costruito nel 1940 per conto di Antonio Balestrieri di Isola delle Femmine e immatricolato presso il Compartimento Marittimo di Palermo con il numero 189, che poco dopo la sua entrata in servizio, il 15 luglio 1940, in conseguenza dell'entrata dell'Italia nella seconda guerra mondiale, venne requisito a Palermo dalla Regia Marina e iscritto nei ruoli del naviglio ausiliario dello Stato con la sigla B 509 come dragamine costiero ausiliario, venne destinato nel Dodecaneso e successivamente stante la mancanza di adeguati mezzi per la lotta ai sommergibili trasformato in cacciasommergibili e nave civetta e ridenominato AS 57 La circostanza dell'affondamento è però controversa, in quanto secondo l'ammiraglio Aldo Cocchia, storico navale e Capo dell'Ufficio Storico dello Stato Maggiore Marina dal 1960 al 1963, che all'epoca, con il grado di capitano di vascello aveva comandato la stessa unità precedentemente a Scialdone, decidendone la trasformazione in cacciasommergibile, l'affondamento del sommergibile non venne verificato.
La prima delle azioni che gli fecero conferire la medaglia d'oro si riferiscono al 20 aprile 1943, quando la motosilurante MS 25 comandata da Scialdone si pose in agguato notturno nel canale di Sicilia nel tentativo di coprirne, per quanto possibile, la ritirata, attaccando senza indugi, pur in condizioni di inferiorità, due motocannoniere nemiche, superiori per tonnellaggio ed armamento.
Appena due settimane dopo il 30 aprile 1943, l'azione che gli fece conferire la seconda medaglia d'argento al valor militare, quando la motosilurante comandata da Scialdone mentre operava presso le coste tunisine insieme ad una unità gemella venne attaccata da aerei nemici che affondarono l'unità gemella; l'unità comandata da Scialdone, anch'essa gravemente danneggiata, recuperati i naufraghi viene portata ad incagliare sulla costa settentrionale di Zembra e dopo aver messo in salvo i naufraghi dell'unità gemella e quasi l'intero proprio equipaggio su una motovedetta amica giunta in soccorso, prosegue per tutta la notte il combattimento con soli tre uomini, contro unità nemiche nel frattempo sopraggiunte, prima di venire distrutta. Pochi giorni dopo il 13 maggio le truppe italiane avrebbero capitolato di fronte agli alleati mettendo fine alla campagna di Tunisia. La medaglia venne conferita a Scialdone con Regio decreto il 2 giugno 1944 dal neo ministro della marina del Regno del Sud.
La seconda delle azioni che gli fece guadagnare la medaglia d'oro al valor militare si svolse nelle acque della Calabria nella notte del 15 agosto 1943, quando la motosilurante MS 31 comandata da Scialdone avvistati due incrociatori avversari si portava all'attacco delle due unità e malgrado la violentissima reazione di fuoco ne colpiva uno affondandolo; l'azione viene citata nel bollettino di guerra nº 1178 del 16 agosto 1943. Il conferimento della medaglia d'oro al valor militare è tuttavia avvenuto alcuni anni dopo il termine del conflitto su iniziativa del Ministro della difesa Randolfo Pacciardi con decreto del Presidente della Repubblica Luigi Einaudi dell'11 marzo 1949.
La motosilurante MS 31 dopo il secondo conflitto mondiale sarebbe entrata a far parte della Marina Militare con la denominazione MS 473 e trasformata in motoconvertibile alla fine degli anni cinquanta prestando servizio fino al 1974
All'armistizio dell'8 settembre scelse di stare con la Regia Marina, operando in Adriatico al comando di una motosilurante in appoggio all'8ª Armata per lo sbarco su coste controllate dai tedeschi meritando due medaglie di bronzo e una croce di guerra
Terminato il conflitto, nel primo dopoguerra operò al comando del Nucleo Sminamento Porti dell’Alto Adriatico e successivamente presso il Centro Subacqueo del Varignano di La Spezia, dove conseguì la promozione a Tenente di Vascello, il brevetto da sommozzatore e, nel 1952, anche quello di Ardito Incursore. Promosso Capitano di Corvetta nel dicembre 1953 e Capitano di Fregata nel 1956, ebbe il comando della fregata Canopo e, con il grado Capitano di Vascello, il comando dell'incrociatore lanciamissili Garibaldi. Durante il periodo al comando del Garibaldi prese parte alla parata navale svolta il 4 giugno 1968 nel golfo di Napoli nel quadro delle celebrazioni del 50º anniversario della vittoria nella I guerra mondiale, in quella che è stata la più grande parata navale dopo la seconda guerra mondiale, in nella quale il Garibaldi nave ammiraglia della flotta della Marina Militare, ospitò a bordo il Presidente della Repubblica Saragat che è rimasto in plancia per tutto il tempo della parata.
Con la promozione a Contrammiraglio ebbe l'incarico di Capo del 1º Reparto Personale dello Stato Maggiore della Marina e poi il comando del Centro Subacqueo Incursori del Varignano a La Spezia, che mantenne anche dopo la promozione ad Ammiraglio di Divisione fino all'assunzione del Comando M.M. autonomo della Sicilia. Il 5 gennaio 1977 contemporaneamente alla promozione ad Ammiraglio di Squadra venne collocato in ausiliaria per raggiunti limiti di età. Alla sua morte avvenuta il 7 febbraio 1998 a La Spezia, città dove si era trasferito dopo il ritiro dal servizio, il feretro, avvolto nel tricolore, venne posto su un affusto di cannone e condotto all'Arsenale Militare, dove gli furono tributati gli ultimi onori, scortato da otto incursori in tenuta operativa.

## Onorificenze
Venuto a contatto con unità similari avversarie più veloci e meglio armate, accettava l'impari combattimento riuscendo, con audace manovra, ad affondarne una. In seguito, allorché più aspro era divenuto il contrasto e maggiormente sentita la preponderanza dei mezzi navali ed aerei avversari, sollecito solo del prestigio militare della Patria, si prodigava in estenuanti agguati ed in perigliose azioni offensive. Avvistati nottetempo due incrociatori avversari, benché in posizione sfavorevole, muoveva audacemente all'attacco e malgrado la violentissima reazione di fuoco ne colpiva uno affondandolo.